# Het martelaarschap van Matteüs
Het martelaarschap van Matteüs (Italiaans: Martirio di San Matteo) (1599-1600) is een schilderij van de Italiaanse meesterschilder Caravaggio. Het doek hangt in de Contarelli-kapel in de San Luigi dei Francesi te Rome, tezamen met Matteüs en de Engel en De roeping van Matteüs. Caravaggio vervaardigde het drieluik in opdracht van kardinaal Francesco Maria Del Monte, nadat de oorspronkelijke opdrachtgever, kardinaal Matthieu Cointrel, in 1585 overleed. Van de drie schilderijen schilderde Caravaggio dit werk als eerste. 
Voorgesteld is de apostel Matteüs op het moment van zijn dood.  Een naakte soldaat pakt met zijn linkerhand de neergevallen evangelist vast, en staat op het punt hem neer te steken met zijn zwaard. De omstanders bestaan uit mensen van allerlei rangen en standen, jong en oud. 